# Culinas-pano
Os culinas-pano são um grupo indígena que habita o Sudoeste do estado brasileiro do Amazonas, mais precisamente a Área Indígena Vale do Javari.